# Felip de Brabant
Felip I (25 de juliol de 1404 - Lovaina 4 d'agost de 1430) fou duc de Brabant i de Limburg, també conegut com a Felip de Saint-Pol, el fill menor d'Antoni de Brabant i Joana de Saint-Pol, va succeir al seu germà Joan com duc de Brabant el 1427. Ja havia rebut els comtats de Saint-Pol i Ligny com herència a la mort del seu avi Walerà III de Luxemburg (en realitat Walerà de Saint Pol i de Ligny, ja que no era duc de Luxemburg, només membre de la casa de Luxemburg) que havia mort el 1415 en la batalla d'Agincourt.
Va combatre al costat del seu oncle Joan Sense Por contra els Armanyacs; va manar les forces de Borgonya que van ocupar París el 1419 i fou nomenat capità (governador militar) de la capital en nom del duc de Borgonya. Però el 1420 va tornar a Brabant el 1420, on la població es queixava de mala administració del seu germà Joan IV al que la seva dona Jacquelina d'Hainaut havia abandonat. Va ser declarat llavors ruwaard (regent) de Brabant i Limburg. El 1421, es va reconciliar amb el seu germà, i va renunciar a la regència. El matrimoni de Jacquelina i Joan havia estat anul·lat pel papa Martí V el 1422, i l'exesposa es va casar amb Humphrey duc de Gloucester i junts van intentar intervenir als afers de Brabant amb suport del partit dels ganxos (Hooks) de caràcter burgès; Joan va aconseguir pacificar la revolta ciutadana concedint certes llibertats als burgesos, les conegudes com "Nieuw Regiment", el 1422, minant el suport de Jacquelina. La guerra però va continuar i Joan va demanar suport al seu cosí Felip el Bo de Borgonya, les tropes del qual van fer presonera a Jacquelina, que fou tancada a Gant; llavors Joan IV va presentar reclamacions sobre les possessions de Jacquelina (Hainaut, Holanda i Zelanda) que van poder ser efectives a la mort de l'oncle, Joan III de Baviera, que controlava Holanda i Zelanda, i el ducat de Baviera-Straubing (1425). Els borgonyons van ocupar els comtats de Jacquelina. Felip va fundar la Universitat de Lovaina el 1425.
Felip estava a punt de marxar a Terra Santa per combatre els musulmans quan Joan IV va morir a Brussel·les el 17 d'abril de 1427 i el seu germà Felip el va succeir. Es va veure obligat a atorgar concessions a la noblesa el 1428. Felip el Bo per la seva banda va forçar Jacquelina que el reconegués com a hereu dels seus dominis als Països Baixos (1428). Desconfiant Felip de Saint Pol de l'augment de poder del seu cosí (i hereu) Felip el Bo, concretada en el Brabant en els seus èxits en la lluita entre els partits del Ganxos i el Bacallans (Cod), va buscar una aliança matrimonial amb Lluís II d'Anjou en contra de Borgonya, casant-se amb la seva filla Iolanda. Però aquest matrimoni no va tenir fills i Felip va morir a Lovaina el 4 d'agost de 1430 (amb 26 anys) el que transferia Brabant a mans del seu nebot Felip el Bo, l'hereu més proper, mentre que els comtats de Saint-Pol i Ligny van ser per la seva bestia Joana, per la proximitat de la sang. Felip fou enterrat al costat del seu pare i el seu germà gran a l'església de Tervuren prop de Brussel·les. La seva esposa va ser col·locada temporalment com a regent en nom de Felip el Bo, però això només va durar fins que ella es va tornar a casar el 1431 amb Francesc I, duc de Bretanya.
Felip va tenir cinc fills il·legítims de Barbara Fierens :
- Antoni, bastard de Brabant, mort a Hemiksem el 1498
- Felip, baró de Cruybeke, mort el 1465, casat el 1463 amb Anna de Baenst († 1485)
- Joan, bastard de Brabant, bisbe de Soissons, mort el 1495
- Guillem, bastard de Brabant
- Isabel, bastarda de Brabant, casada amb Philippe de Vieville